# 統一時代百貨高雄店

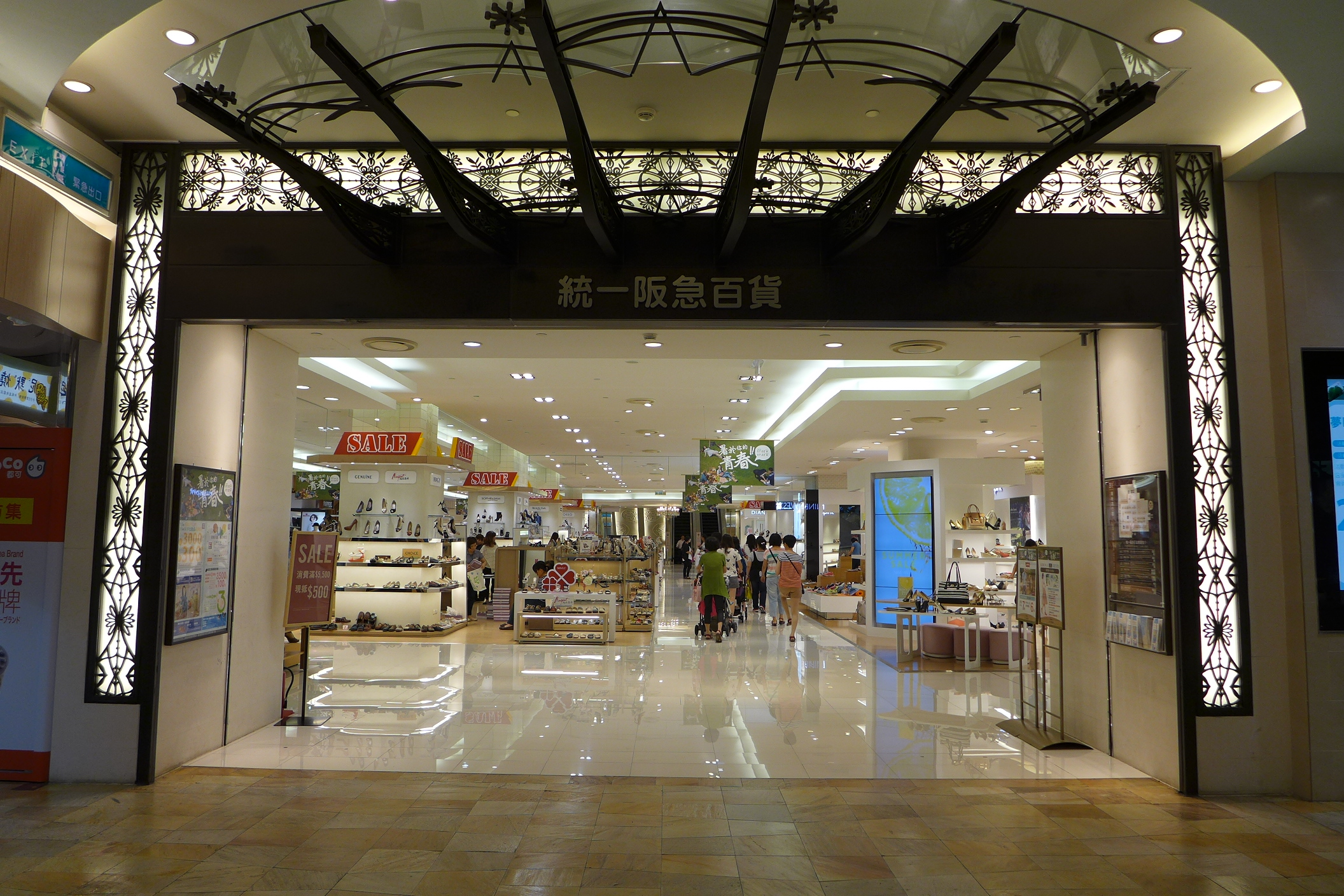
統一時代百貨高雄店

統一時代百貨（英語：Uni-Ustyle Department Stores）原名統一阪急百貨，為統一超商、統一企業共同出資創立的百貨公司。耗資8億台幣，於2007年3月30日開幕，向日本關西主力百貨業者阪急百貨店取得技術合作。統一百華公司總部原位於高雄市，後因高雄店併入夢時代購物中心所屬的統正開發公司而遷至臺北市。統一集團與日本阪急於2016年3月2日約滿，正式結束合作關係，統一阪急百貨於2016年3月3日正式更名為統一時代百貨。

## 樓層規劃
| 樓層 | 名稱       |
| ---- | ---------- |
| 6F   | 摩登休閒館 |
| 5F   | 精緻生活館 |
| 4F   | 時尚雅士館 |
| 3F   | 典雅仕女館 |
| 2F   | 都會新貴館 |
| 1F   | 風尚名品館 |
| B1   | 繽紛流行館 |

## 外部連結
- （繁體中文）統一時代百貨高雄店(夢時代購物中心) （页面存档备份，存于）
- 統一時代百貨高雄店的Facebook專頁
- 夢時代購物中心的Facebook專頁
- 夢時代購物中心 / 統一時代百貨高雄店的Instagram帳戶
- YouTube上的高雄夢時代購物中心頻道
- 統一夢時代購物中心 - Tripadvisor （页面存档备份，存于）
- 台灣公司資料 （页面存档备份，存于）